# Experimentator (Person)
Ein Experimentator ist eine Person, die Experimente durchführt, um Hypothesen zu testen, Daten zu sammeln oder neue Erkenntnisse zu gewinnen. In der Regel ist ein Experimentator in wissenschaftlichen Bereichen tätig, wie zum Beispiel in der Biologie, Chemie oder Psychologie. Sie planen und gestalten Experimente, führen sie durch und analysieren die Ergebnisse, um zu verstehen, wie bestimmte Phänomene funktionieren oder um neue Theorien zu entwickeln.

## Aufgaben eines Experimentators
Aspekte, die die Rolle und die Aufgaben eines Experimentators näher erläutern:
1. Planung von Experimenten: Experimentatoren müssen zunächst eine klare Hypothese formulieren, die sie testen möchten. Sie planen das Experiment, indem sie die benötigten Materialien, Methoden und das Design festlegen.
2. Durchführung von Experimenten: Während des Experiments führt der Experimentator die festgelegten Schritte aus, um sicherzustellen, dass die Bedingungen kontrolliert und reproduzierbar sind. Dies kann das Messen von Variablen, das Beobachten von Reaktionen oder das Sammeln von Daten umfassen.
3. Datensammlung: Experimentatoren sammeln quantitative oder qualitative Daten, die für die Analyse und Interpretation der Ergebnisse wichtig sind. Dies kann durch verschiedene Methoden geschehen, wie Umfragen, Messungen oder Beobachtungen.
4. Datenanalyse: Nach der Durchführung des Experiments analysiert der Experimentator die gesammelten Daten, um Muster oder Trends zu identifizieren. Statistische Methoden werden häufig verwendet, um die Ergebnisse zu interpretieren und zu überprüfen, ob die Hypothese unterstützt wird.
5. Dokumentation und Berichterstattung: Experimentatoren dokumentieren ihre Methoden, Ergebnisse und Schlussfolgerungen sorgfältig. Diese Informationen werden oft in wissenschaftlichen Artikeln veröffentlicht, um anderen Forschern die Möglichkeit zu geben, die Ergebnisse zu überprüfen und darauf aufzubauen.
6. Ethik in der Forschung: Experimentatoren müssen auch ethische Überlegungen anstellen, insbesondere wenn ihre Forschung Menschen oder Tiere betrifft. Sie müssen sicherstellen, dass ihre Experimente ethisch vertretbar sind und die Rechte und das Wohlergehen der Teilnehmer respektiert werden.